# Abbāsihuis

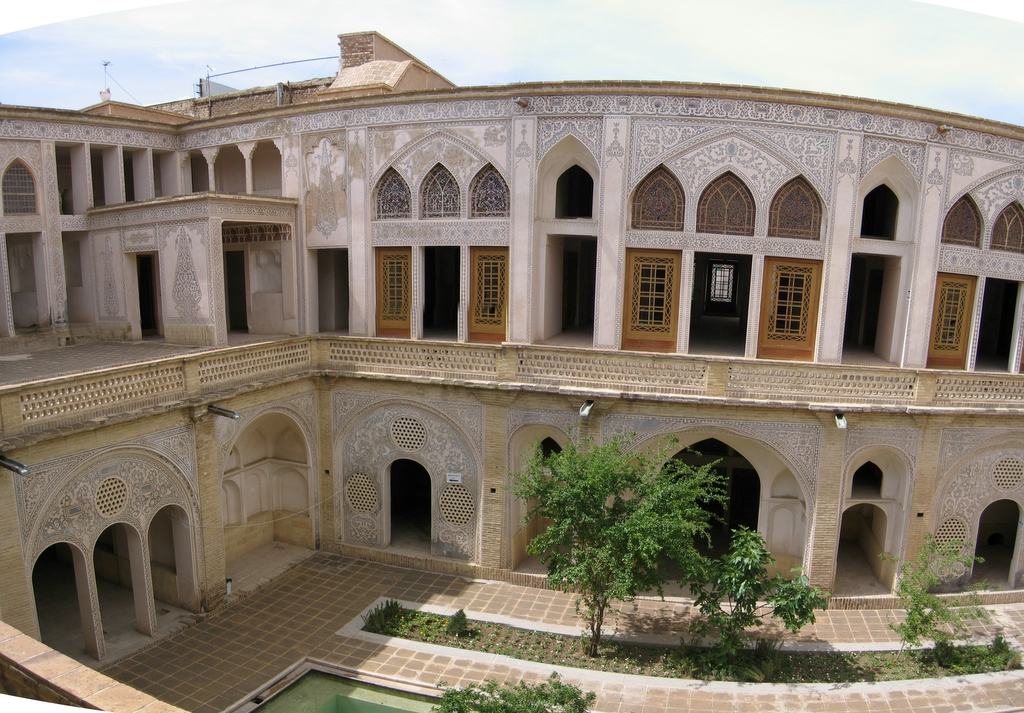
Het Abbāsihuis

Het Abbāsihuis (Perzisch: خانه عباسیها, Khāneh-ye 'Abbāsihā) is een laat-achttiende-eeuws huis, gelegen in Kashan, in de Iraanse provincie Isfahan.
Het gebouw is een voorbeeld van residentiële architectuur in Kashan.
Er wordt gezegd dat het huis het eigendom van een beroemde geestelijke is geweest. Het Abbasihuis heeft zes binnenplaatsen die zouden passen bij de behoeften van verschillende families. Een van de kamers heeft een plafond ontworpen met spiegelstukken, om zo de indruk van een sterrenhemel te geven onder de glans van kaarslicht. Geheime gangen werden ook in het huis gebouwd, waarschijnlijk ontworpen voor ontsnapping in tijden van invasie en noodsituaties.
Het huis werd later een museum en wordt beschermd door de Iraanse Culturele Erfgoedorganisatie.